# Missa Gotica

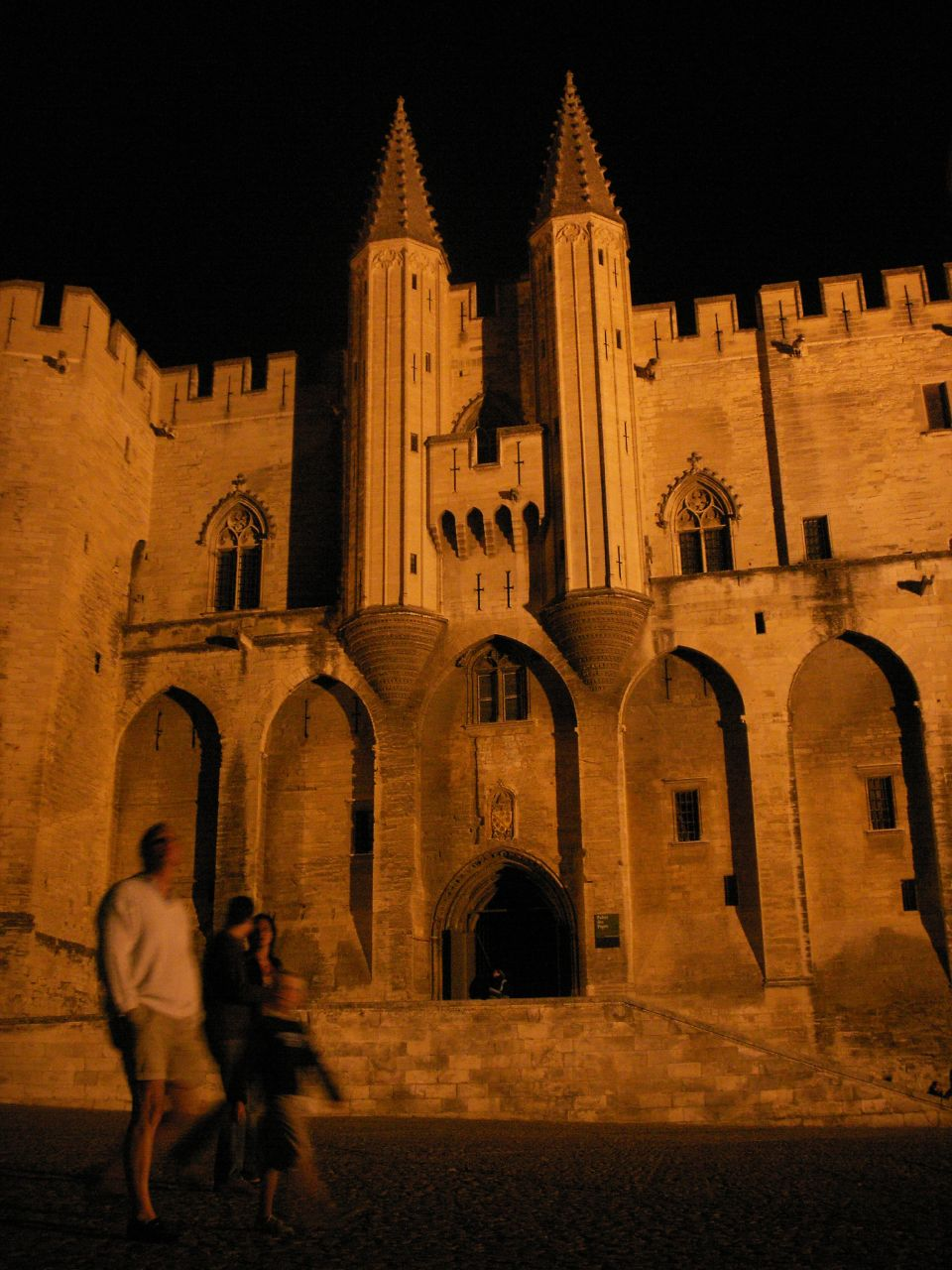
El Palacio Papal de Aviñón.

Missa Gotica es un álbum de música medieval publicado en el año 2009 por el Ensemble Organum, bajo la dirección de Marcel Pérès. 

## El repertorio
La grabación presenta una reconstrucción de una misa completa durante el Papado de Aviñón, en el siglo XIV, tomando como base la Misa de Toulouse y completándola con otras partes provenientes de manuscritos del mismo lugar y época. 
La Misa de Toulouse es de autor anónimo y pertenece al repertorio de Aviñón. Se halla en el manuscrito "Toulouse, Bibliothèque Municipale 94" y consta de las siguientes partes del Ordinario de la Misa: Kyrie, Sanctus, Agnus Dei y del motete final Ite missa est. El manuscrito también conserva un fragmento del Credo, con la parte final de la voz de tenor. Afortunadamente, el Credo completo se encuentra también en otros manuscritos, como el Codex Apt ("Apt, Cathédrale Sainte-Anne, Bibliothèque du Chapitre, 16bis"), el Codex Ivrea y en la Misa de Barcelona ("Barcelona, Biblioteca de Catalunya 971"). El Gloria está ausente en el manuscrito. 
En la reconstrucción de la misa se han utilizado las siguientes fuentes:
- El Ordinario de la Misa:
  - El Kyrie, Sanctus, Agnus Dei e Ite missa est, son los de la Misa de Toulouse.
  - El Credo se ha tomado del Codex Apt, que es el mismo que aparece en la Misa de Barcelona.
  - El Gloria se ha tomado del Codex Apt. También aparece en la Misa de Barcelona, pero en este caso con un contratenor diferente.
- El Propio de la Misa: 
  - Para los cantos del Propio de la Misa: Aleluya, Prefacio, Ofertorio e Introito, se ha escogido dentro del calendario litúrgico, el canto gregoriano cantado en la Misa de Pentecostés.

Los cantos gregorianos del Propio de la Misa se cantan a la manera descrita por Jerome de Moravia en la Francia de finales del siglo XIII. Además, al haber escogido los cantos de la fiesta de Pentecostés, se cantan con un tempo más lento de lo habitual y con gran presencia de ornamentaciones, tal y como se hacía en las grandes celebraciones litúrgicas.
Este disco es el tercero que el Ensemble Organum dedica a las misas polifónicas del siglo XIV, tras la Misa de Tournai (Messe de Tournai, publicado en 1990) y la Messe de Nostre Dame de Guillaume de Machaut (Guillaume de Machaut: Messe de Notre Dame, publicado en 1996).

## Pistas
1. "Kyrie Eleison" - 8:39
2. "Gloria" - 9:30
3. "Veni, Sancte Spiritus" (Aleluya) (canto llano) - 6:11
4. "Credo" - 9:05
5. "Prefacio" - 2:47
6. "Sanctus" - 3:51
7. "Confirma hoc deus" (Ofertorio) (canto llano) - 3:49
8. "Agnus Dei" - 2:25
9. "Spiritus domini" (Introito) (canto llano)- 2:57
10. "Ite missa est - Deo gratias" - 2:16

Estas obras provienen de los siguientes manuscritos:
- Toulouse, Bibliothèque Municipale 94: 1, 6, 8, 10
- Barcelona, Biblioteca de Catalunya 971: 2, 4
- Apt, Cathédrale Sainte-Anne, Bibliothèque du Chapitre, 16bis: 2, 4

## Intérpretes
- Marcel Pérès (director; tenor)
- Jean-Christophe Candau (superius)
- Gianni de Gennaro (superius)
- Jean-Étienne Langianni (contratenor)
- Luc Terrieux (contratenor)
- Antoine Sicot (tenor)

## Información adicional
- Referencia: Zig-Zag Territoires ZZT090601
- Grabación: enero de 2009 en la Iglesia de Payerne, Suiza
- Ingeniero de sonido: Jean-Martial Golaz